# Puistola (stacja kolejowa)
Puistola (szw. Parkstad) – stacja kolejowa w Helsinkach w dzielnicy Tapulikaupunki, część kolei aglomeracyjnej. Znajduje się 2 km od stacji Tapanila i 1,4 km od stacji Tikkurila.
Stacja została uruchomiona w 1910 roku pod nazwą Fastböle. W 1978 wybudowano obecny budynek stacyjny.